# Liste von Schweizer Gemeindepartnerschaften

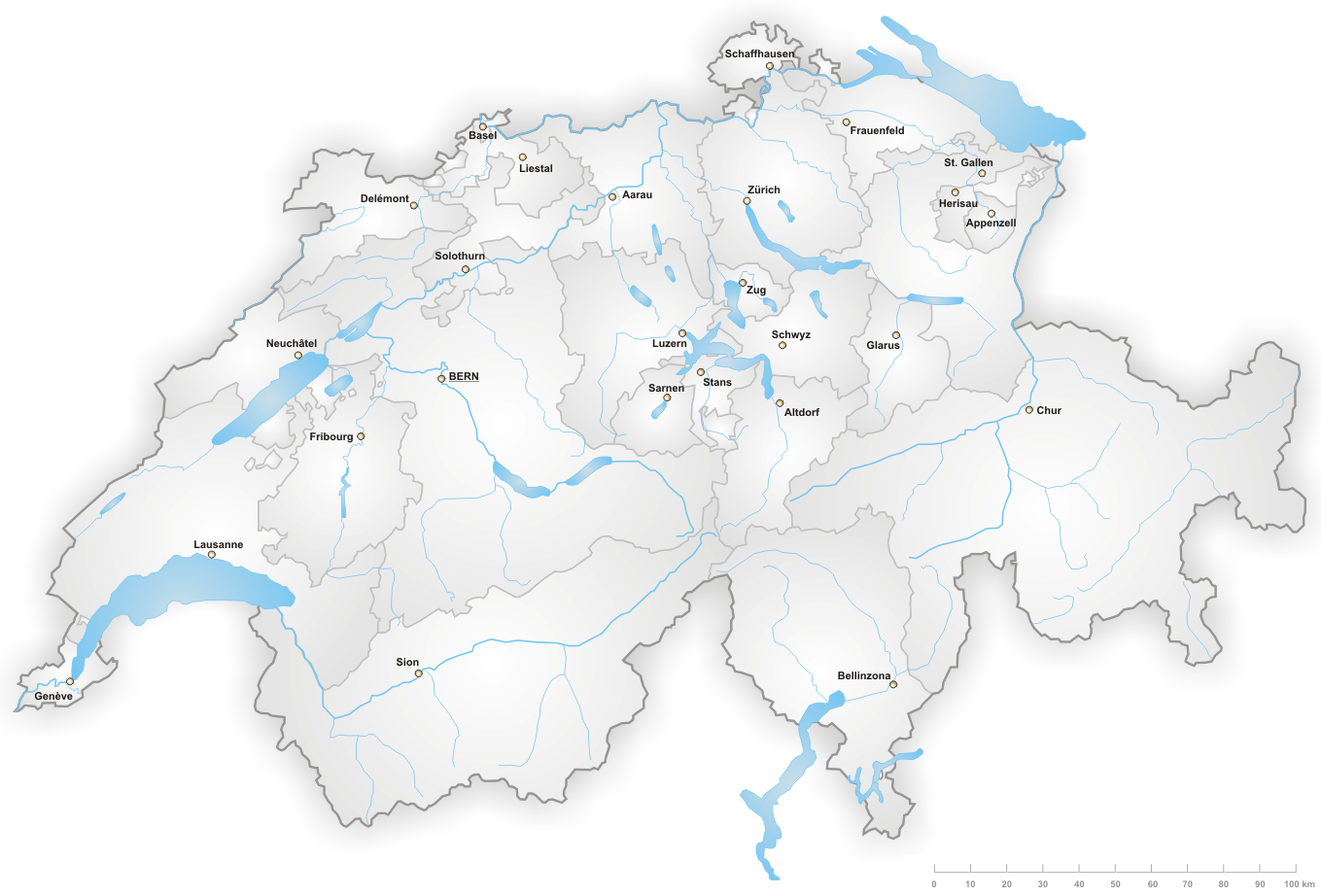
Schweizer Karte.

Diese Liste von Schweizer Gemeindepartnerschaften verzeichnet eine Auswahl von Städten und grossen Gemeinden in der Schweiz, die Gemeindepartnerschaften mit Orten in andern Ländern und auch in der Schweiz pflegen. Oft werden diese Beziehungen in der Schweiz als «Städtepartnerschaften» bezeichnet. Dazu kommen einige Gemeinden, die im Rahmen des Programms Patenschaft für Berggemeinden Gemeinden im Alpenraum unterstützen.
In Klammern ist der Beginn der Gemeindepartnerschaft vermerkt.

## A

### Aarau(AG)
- Delft, Niederlande (1969)
- Reutlingen, Deutschland (1986)
- Neuenburg, Schweiz (1997)

### Aarwangen(BE)
- Vodňany, Tschechien

### Aigle(VD)
- L’Aigle, Frankreich (1964)
- Bassersdorf, Schweiz (1969)
- Tübingen, Deutschland (1973)

### Allschwil(BL)
- Blaj, Rumänien (1989)
- Pfullendorf, Deutschland (1984)

### Altdorf(UR)
- Altdorf bei Nürnberg, Deutschland (1978)

### Arbon(TG)
- Langenargen, Deutschland (1963)
- Binn, Kanton Wallis, Schweiz (1991)

### Arconciel(FR)
- Arconcey, Frankreich (1985)

### Arosa(GR)
- Fukumitsu, Japan (1991)
- Shangri-La, China (2011)

### Assens(VD)
- Colombey les Deux Églises, Frankreich (2002)

### Ayent(VS)
- Saint-Brevin-les-Pins, Frankreich (2001)

### Ayer(VS)
- Montferrier-sur-Lez, Frankreich (1999)

## B

### Baden(AG)
- Sighișoara, Rumänien (1991)

### Basel(BS)
- Miami Beach, USA
- Shanghai, China
- Seoul, Korea (2022)[1]

### Bern(BE)
- Salzburg, Österreich (befristete Partnerschaft 2008)

### Biel(BE)
- San Marcos, Nicaragua

### Birsfelden(BL)
- Plan-les-Ouates, Kanton Genf, Schweiz

### Boécourt(JU)
- Périgny, Frankreich

### Brig-Glis(VS)
- Domodossola, Italien (2006)
- Langenthal, Kanton Bern, Schweiz (2001)
- San Jerónimo Norte, Argentinien (2015)

### Brugg(AG)
- Rottweil, Deutschland (1913)

### Bülach(ZH)
- Santeramo in Colle, Italien

### Burgdorf(BE)
- Burgdorf (Region Hannover), Deutschland
- Epesses, Kanton Waadt, Schweiz
- San Pellegrino Terme, Provinz Bergamo, Italien

## C

### Carouge(GE)
- Budavar, Budapest, Ungarn

### Carrouge(VD)
- Carrouges, Frankreich

### Cham(ZG)
- Cham (Oberpfalz), Deutschland (1981)

### Chur, (GR)
- Bad Homburg vor der Höhe, Deutschland
- Bad Mondorf, Luxemburg
- Cabourg, Frankreich
- Mayrhofen, Österreich
- Terracina, Italien

## D

### Davos(GR)
- Aspen, Colorado, USA
- Chamonix, Frankreich
- Ueda, Japan

### Delémont(JU)
- Belfort, Frankreich
- La Trinidad, Nicaragua

### Dietikon(ZH)
- Kolín, Tschechien
- Braggio, Kanton Graubünden, Schweiz
- Renens, Kanton Waadt, Schweiz

## E

### Emmen(LU)
- Spiringen, Kanton Uri, Schweiz (1968)

### Erlenbach(ZH)
- Erlenbach am Main, Deutschland
- Erlenbach im Simmental, Kanton Bern, Schweiz
- Safiental, Kanton Graubünden, Schweiz

## F

### Féchy(VD)
- Oberdiessbach, Schweiz (1984)

### Frauenfeld(TG)
- Kufstein, Österreich

### Freiburg im Üechtland(FR)
- Rueil-Malmaison, Frankreich

## G

### Glarus(GL)
- Kobryn, Belarus
- Wiesbaden-Biebrich, Deutschland (2009)

### Grand-Saconnex(GE)
- Carantec, Frankreich

## H

### Horw(LU)
- Gampel-Bratsch, Kanton Wallis, Schweiz

## I

### Illnau-Effretikon(ZH)
- Mont-sur-Rolle, Kanton Waadt
- Calanca, Kanton Graubünden
- Orlová, Tschechien
- Großbottwar, Baden-Württemberg, Deutschland

### Interlaken(BE)
- Zeuthen, Deutschland
- City of Scottsdale, USA
- Třeboň, Tschechien
- Ōtsu, Japan
- Huangshan, China

## K

### Kilchberg(ZH)
- Kilchberg (Tübingen), Baden-Württemberg, Deutschland (1981)

### Kreuzlingen(TG)
- Cisternino, Italien
- Wolfach, Deutschland

### Kriens(LU)
- San Damiano d’Asti, Piemont, Italien

## L

### La Chaux-de-Fonds(NE)
- Winterthur, Kanton Zürich, Schweiz

### Langenthal(BE)
- Brig-Glis, Kanton Wallis, Schweiz
- Neviano, Italien

### Le Locle(NE)
- Sidmouth, Devon, Großbritannien
- Gérardmer, Frankreich

### Liestal(BL)
- Onex, Kanton Genf, Schweiz
- Sacramento, Kalifornien, USA
- Waldkirch, Baden-Württemberg, Deutschland

### Locarno(TI)
- Brügge, Belgien (1954)
- Nizza,  Frankreich (1954)
- Nürnberg, Deutschland (1954)
- Venedig, Italien (1954)
- Montecatini Terme, Italien (1964)
- Karlovy Vary, Tschechien, (1965)
- Lompoc, Kalifornien, USA (1972)
- Urbino, Italien (1976/78)
- Vevey, Schweiz (1981/83)
- Gagra, Georgien (1987)

### Luzern(LU)
- Bournemouth, Vereinigtes Königreich
- Chicago, USA
- Guebwiller, Frankreich
- Murbach, Frankreich
- Olomouc, Tschechische Republik
- Potsdam, Deutschland

## M

### Malleray(BE)
- Tar (Ungarn), Ungarn (1993)

### Martigny(VS)
- Vaison-la-Romaine, Frankreich (1979)
- Sursee, Schweiz (1999)

### Monthey(VS)
- Diekirch, Luxemburg (1954)
- Ivrea, Piemont, Italien (1954)
- Tübingen, Deutschland (1959)
- Göd, Ungarn (2007)

### Montreux(VD)
- Atlanta, USA
- Chiba, Japan
- Menton, Frankreich
- Montréal, Kanada
- Wiesbaden, Deutschland
- Xicheng, Peking, China

### Moutier(BE)
- Buhinyuza, Burundi (1993)
- Chiril, Rumänien (2010)
- Cojoci, Rumänien
- Sat Lunga, Rumänien

## N

### Nendaz(VS)
- Gherla, Rumänien

### Neuenburg(NE)
- Aarau, Schweiz (1997)
- Besançon, Frankreich (1975)
- Sansepolcro, Italien (1997)

### Nidau(BE)
- Schliengen, Deutschland

### Nyon(VD)
- Nyons, Frankreich

## O

### Oberdiessbach(BE)
- Féchy, Schweiz (1984)

### Olten(SO)
- Altenburg, Thüringen, Deutschland
- Stierva, ehemalige Gemeinde im Kanton Graubünden, Schweiz

### Onex(GE)
- Bandol, Frankreich
- Liestal, Kanton Basel-Landschaft, Schweiz
- Massagno, Kanton Tessin
- Nettuno, Italien
- Wehr, Baden-Württemberg, Deutschland

## P

### Pruntrut(JU)
- Igoville, Frankreich (1948)
- Tarascon, Frankreich (1969)

## R

### Rapperswil-Jona(SG)
- Bagno di Romagna, Italien
- Aalborg, Dänemark

### Riehen(BS)
- Mutten, Kanton Graubünden, Schweiz (1959–2017)[2]
- Miercurea Ciuc, Rumänien (1989)[3]
- Val Terbi (2018)[4]

### Romont(FR)
- Mondolfo, Italien

### Rorschach(SG)
- Sopron, Ungarn

### Rüthi(SG)
- Wolfegg, Deutschland

## S

### Saint-Oyens(VD)
- Saint-Oyen, Aostatal, Italien (1968)
- Saint-Oyen, Savoyen, Frankreich (1986)
- Montbellet, Frankreich (2002)

### Schaffhausen(SH)
- Sindelfingen, Baden-Württemberg, Deutschland (1952)
- Varaždin, Kroatien (2019)
- Singen am Hohentwiel, Baden-Württemberg, Deutschland

### Sitten(VS)
- Colón, Argentinien (2006)

### Solothurn(SO)
- Heilbronn, Deutschland
- Krakau, Polen
- Le Landeron, Schweiz

## T

### Thalwil(ZH)
- Albula/Alvra, Kanton Graubünden, Schweiz

### Thun(BE)
- Gadjagan, Togo (1989)
- Granby, Kanada

## V

### Vellerat(JU)
- Fourons, Belgien (1983)

### Vevey(VD)
- Carpentras, Frankreich
- Müllheim im Markgräflerland, Deutschland

## W

### Wetzikon(ZH)
- Mělník, Tschechien (1991)
- Badolato, Italien (2010)

### Wil(SG)
- Groß Döbern, Polen (1992)

## Y

### Yverdon-les-Bains(VD)
- Nogent-sur-Marne, Frankreich
- Winterthur, Kanton Zürich, Schweiz
- Prokuplje, Serbien
- Kagamino, Japan
- Pontarlier, Frankreich
- Collesano, Sizilien, Italien

## Z

### Zermatt(VS)
- Alfano, Italien
- Castro Daire, Portugal
- Fujikawaguchiko, Japan
- Lijiang, China
- Myōkō, Japan
- Snowbird (Utah), USA
- Sexten, Italien

### Zug(ZG)
- Fürstenfeld, Österreich (1986)
- Kalesija, Bosnien-Herzegowina (2008)

### Zürich(ZH)
- Kunming, China
- San Francisco, USA